# 35-см морська гармата L/45 M 15
35-см морська гармата L/45 M 15 стояла на озброєнні Збройних сил Австро-Угорщини в період 1-ї світової війни і використовувались для захисту баз Ц.К. військового флоту. Для потреб флоту були спроектовані гармати 35 cm L/45 K 14, які планували встановити на лінійні крейсери Ersatz-Monarch, аналогічні німецьким Макензі-класу, будівництво яких не розпочали до літа 1914 року. На початок війни розпочали виготовляти 11 стволів гармат.

## Історія
Виробництво гармат розпочала компанія Škoda у Плзені. Гармати були аналогічні німецьким 35 cm SK C 14 L/45 компанії Friedrich Krupp AG з Ессену. Згідно угоди про уніфікацію набоїв в час війни австро-угорські конструктори узгоджували свої розробки з німецькими колегами.
На 28 травня 1915 був виготовлений ствол №1, якій відвезли залізницею для потреб фортечної артилерії. На позиції під гармату довелось облаштувати великий колодязь. Гармата "Георг" взяла участь у наступі травня 1916 на озеро Гальдоназ, випустивши 122 набої у 710 кг по височині Семи поселень навколо Азіаго. Після цього гармату повернули для ремонту, що не завершився до травня 1917 року. Тоді гармата №2 була доставлена, гармата №3 завершена, але не прийнята, гармата №4 перебувала на завершальній стадії виготовлення, а решта знаходились на різних етапах виготовлення і не були завершені до кінця війни.
При червневому наступі 1918 на Горго ді Моліна використали гармату №1. Гармату №2 застосували при Десятій битві при Ізонцо, коли виникла загроза базі в Трієсті. З позиції біля Сан Кроче 18 жовтня 1917 обстріляли позиції біля Градо.
Наприкінці війни італійці і французи захопили гармату №4, яку підірвали. Дві гармати опинились в руках югославів, після чого їхні сліди загубились. Після Аншлюсу Австрії німці безуспішно розшукували гармати 35-см L/45 M 15.